# Hoyt S. Vandenberg

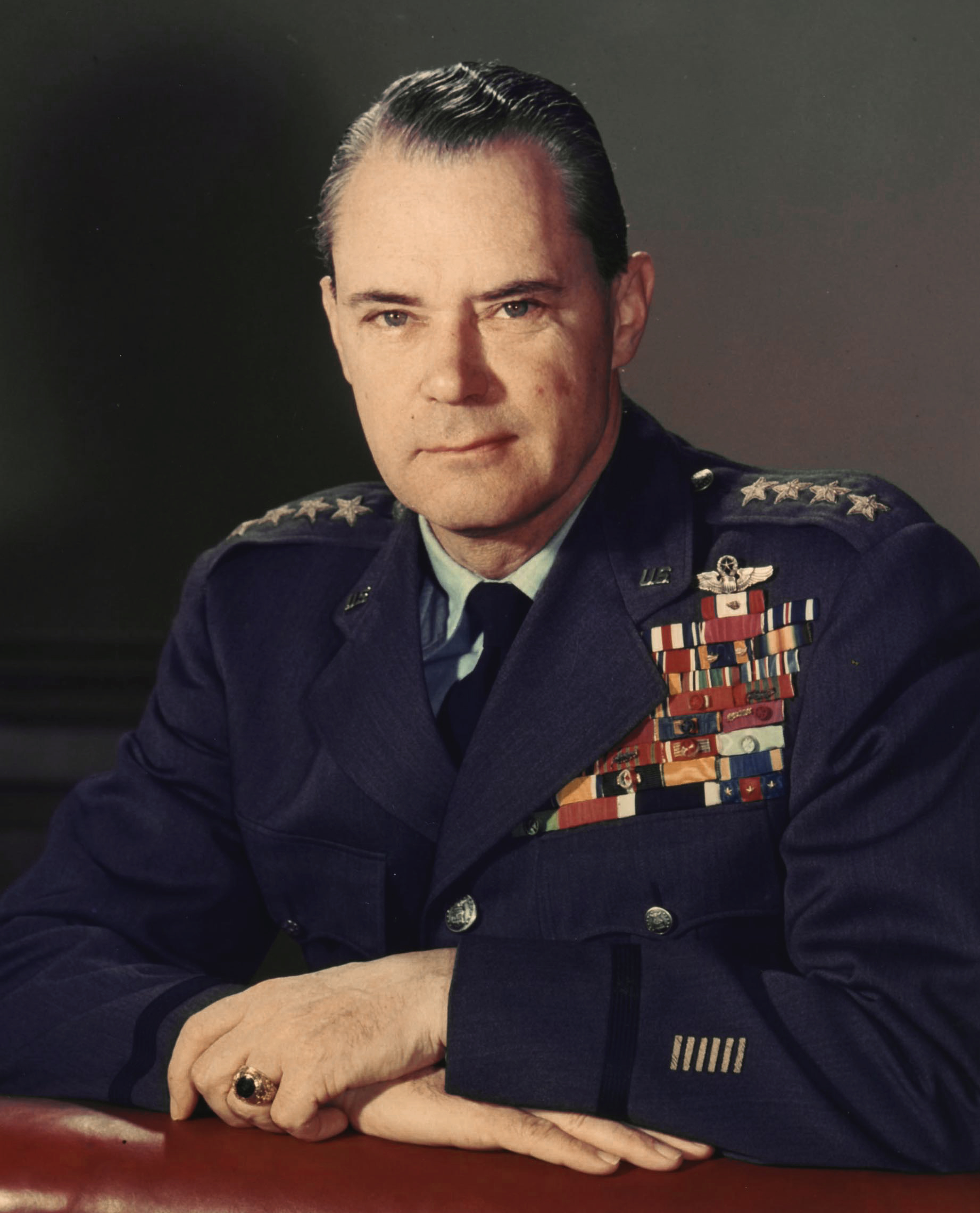
Hoyt S. Vandenberg

Hoyt Sanford Vandenberg (* 24. Januar 1899 in Milwaukee, Wisconsin; † 2. April 1954 in Washington, D.C.) war ein US-amerikanischer General der US Air Force. Er war während des Zweiten Weltkrieges Luftwaffenbefehlshaber in Europa, 1946/47 Direktor der Central Intelligence Agency und von 1948 bis 1953 Chief of Staff of the Air Force.
Vandenberg war als Pilot und Stabsoffizier in jeder Hinsicht ein Karrieresoldat. Während des Zweiten Weltkrieges war er einer der wichtigsten Planer der alliierten Luftwaffeneinsätze auf dem nordafrikanischen und europäischen Kriegsschauplatz und Chef des größten Luftwaffenverbandes der Geschichte. Er war mit 48 Jahren der jüngste General seit Ulysses S. Grant und wurde 1948 der zweite Chief of Staff of the Air Force (CSAF).
Als CSAF während der ersten Jahre des Kalten Krieges war er ein Verfechter der Strategie der nuklearen Abschreckung und initiierte den Aufbau der strategischen Luftwaffenkomponente. Er förderte die Raketenentwicklung, die Verbreitung von Computern, Atomwaffenexperimente und den Übergang zu strahlgetriebenen Flugzeugen.
Hoyt Vandenberg war einer der Väter einer unabhängigen Teilstreitkraft Luftwaffe und der Gründervater des Nachrichtendienstes CIA. Die US Air Force ging 1947 aus den US Army Air Forces und diese wiederum unter Vandenbergs Mitwirkung 1941 aus dem United States Army Air Corps hervor.

## Leben

### Jugend und Ausbildung
Hoyt Vandenberg wurde 1899 in Milwaukee geboren, wuchs aber in Lowell, Massachusetts, auf. Er interessierte sich schon sehr früh für militärische Dinge, las Bücher über den Ersten Weltkrieg und Pershings Expedition nach Mexiko und fasste gegen den Widerstand seines Vaters, des Geschäftsmannes William Collins Vandenberg, den Entschluss, Soldat zu werden. Über die Beziehungen seines Onkels, des späteren Senators Arthur H. Vandenberg aus Michigan, erhielt er eine der begehrten staatlichen Nominierungen für die US Military Academy West Point und besuchte in Washington Kurse in Englisch und Mathematik, um sich auf die Aufnahmeprüfung vorzubereiten.
1923 graduierte er als 240. von 262 Kadetten. Da er wegen seines schlechten Abschneidens für die Kavallerie nicht infrage kam, entschied er sich für die Fliegerei und erhielt seine Ernennung zum Second Lieutenant im fliegerischen Dienst der US Army. Im Februar 1924 absolvierte er die Fliegerschule in Brooks Field, Texas, und im September desselben Jahres die Fliegerschule für Fortgeschrittene (Air Service Advanced Flying School) in Kelly Field, Texas.

### Erste Jahre als Pilot
Zum 3. Kampfgeschwader in Kelly Field versetzt, wurde er Chef der 90. Staffel. Im Oktober 1927 wurde er Fluglehrer an der Air Corps Primary Flying School in March Field, Kalifornien und wechselte im Mai 1929 als First Lieutenant zur 6. Jagdstaffel auf Schofield Barracks (Hawaii), über die er im November das Kommando erhielt.
Nach seiner Rückkehr 1931 wurde er Fluglehrer in Randolph Field, Texas, und wurde 1933 Flight Commander und stellvertretender Stage Commander. 1934/35 besuchte er die Air Corps Tactical School in Maxwell Field, Alabama. Zwei Monate später nahm er am Generalstabslehrgang des Command and General Staff College in Fort Leavenworth, Kansas teil. Danach wurde er Lehrer an der Air Corps Tactical School in Maxwell Field, bis er 1936 auf das Army War College in Washington ging, die er drei Jahre später abschloss.

### Zweiter Weltkrieg
Anschließend war er Generalstabsoffizier im Stab des Chief of Air Corps und wechselte ein paar Monate nach Ausbruch des Zweiten Weltkrieges als Major und Generalstabsoffizier für Operationen und Ausbildung zum Fliegerstab (Air Staff) Henry H. Arnolds in Washington. Für seine Verdienste in diesen Positionen wurde Vandenberg, seit Januar 1942 Colonel, mit der Distinguished Service Medal ausgezeichnet.
Im Juni 1942 begleitete Vandenberg seinen Vorgesetzten General Arnold nach England und blieb auf Anforderung von Carl A. Spaatz dort, um an der Planung und Organisation der Luftwaffeneinsätze in Nordafrika (Operation Torch) mitzuarbeiten. Im Oktober wurde er von Arnold als Chef des Stabes in James Doolittles 12th Air Force, an deren Aufstellung er beteiligt gewesen war, ausgewählt und erhielt im Dezember seinen ersten Stern (Beförderung zum Brigadier General).
Am 18. Februar 1943 wurde er – ebenfalls unter Doolittle – Chef des Stabes der Northwest African Strategic Air Force, mit der er 26 Einsätze über Tunesien, Italien, Sardinien, Sizilien und Pantelleria flog. Für seine Verdienste in dieser Zeit erhielt er den Silver Star und das Distinguished Flying Cross und wurde in Anerkennung seiner organisatorischen Fähigkeiten in die 1942 geschaffene amerikanische Ehrenlegion (Legion of Merit) aufgenommen.
Im August 1943 kehrte Vandenberg als einer von vier stellvertretenden Stabschefs in Arnolds Stab zurück. Einen Monat später begleitete er den amerikanischen Botschafter Harriman in die Sowjetunion und nahm an den Konferenzen von Quebec, Teheran und Kairo teil. Im März 1944 kehrte er als Major General mit Eisenhower nach England zurück und wurde im April stellvertretender Oberbefehlshaber der alliierten Luftwaffe und Befehlshaber der amerikanischen Luftwaffenkomponente. Im August 1944 übernahm er als Nachfolger Lewis H. Breretons das Kommando über die Ninth Air Force, den mit 180.000 Mann und 4.000 Flugzeugen größten taktischen Luftwaffenverband der Geschichte, und erhielt für seinen Anteil an der Planung der Invasion in der Normandie seine zweite Distinguished Service Medal.

### Aufbau der CIA
Im Juli 1945 wurde er Assistant Chief of Air Staff im Hauptquartier des Fliegerkorps US Army Air Corps (USAAC) und 1946 berief ihn Eisenhower zum Direktor der nachrichtendienstlichen Abteilung G-2 im War Department (Chief of Army Intelligence). Auf diesem Posten blieb er gut vier Monate, bis er am 10. Juni von Präsident Truman als zweiter Direktor des in der Nachfolge des nach Kriegsende aufgelösten Office of Strategic Services neu gegründeten zentralen Nachrichtendienstes (Central Intelligence Group, CIG) vereidigt wurde.
Sein Vorgänger in diesem Amt, Admiral Sidney W. Souers, hatte ihn als Nachfolger vorgeschlagen, da ihm Vandenberg der richtige Mann zu sein schien, um den neuen streitkräfteunabhängigen Nachrichtendienst aufzubauen. Vandenberg hatte seiner Ansicht nach als Neffe eines einflussreichen Senators die politischen Beziehungen, als militärischer Führer im Kriegseinsatz die Führungsqualitäten und als Eisenhowers Nachrichtendienstchef die Fachkenntnisse.
Souers Einschätzung stellte sich als richtig heraus. Vandenberg hatte als Einsatzplaner und Luftflottenführer im Krieg die große Bedeutung koordinierter Informationsgewinnung und -auswertung erfahren und war daher in der Lage über den Tellerrand seiner Truppengattung hinauszuschauen. Während seiner elfmonatigen Dienstzeit als Director of Central Intelligence, DCI gelang es ihm, den Nachrichtendienst aus der Zuständigkeit der Armee herauszulösen und die CIG zu einer selbstständigen Bundesbehörde mit eigenem Aufgabenbereich, eigenem Haushalt und eigener Personalverantwortung zu entwickeln. Er setzte sich für eine Verdoppelung des Budgets ein, erhöhte die Zahl der Mitarbeiter und gründete neue Abteilungen (Office of Special Operations, Office of Reports and Estimates). Gegen den Widerstand des Innenministeriums und des FBI, dessen nachrichtendienstliche Tätigkeit in Lateinamerika die CGI im Juli übernahm, gelang es ihm für seine Behörde die alleinige Zuständigkeit für verdeckte Informationssammlung und -auswertung und für die Gegenspionage im Ausland zu erhalten und zusätzlich die Kompetenz, unabhängige Untersuchungen und Analysen durchzuführen.
Vandenberg erfüllte seine Aufgabe wie immer mit großer Energie und Erfindungsreichtum. So gelang es ihm zum Beispiel, die New York Times – und möglicherweise auch andere Presseorgane – dazu zu bringen, der CIG Einsicht in ihr Archiv von vertraulichen Informationsdossiers zu gewähren und konnte so auf einen Schlag wesentlich mehr Basisinformationen gewinnen als es der CIG alleine jemals möglich gewesen wäre. Aber obwohl er in dieser Position eine der treibenden Kräfte zur Gründung eines unabhängigen Nachrichtendienstes war, der dann durch das Gesetz über die Nationale Sicherheit 1947 als Central Intelligence Agency tatsächlich realisiert wurde, war diese Verwendung nicht ganz nach seinem Geschmack; er betrachtete sie eher als Sprungbrett für seine weitere Karriere in der Luftwaffe (seine Mitarbeiter nannten ihn deshalb spöttisch the sparkplug, die Zündkerze).

### Nachkriegszeit und Koreakrieg

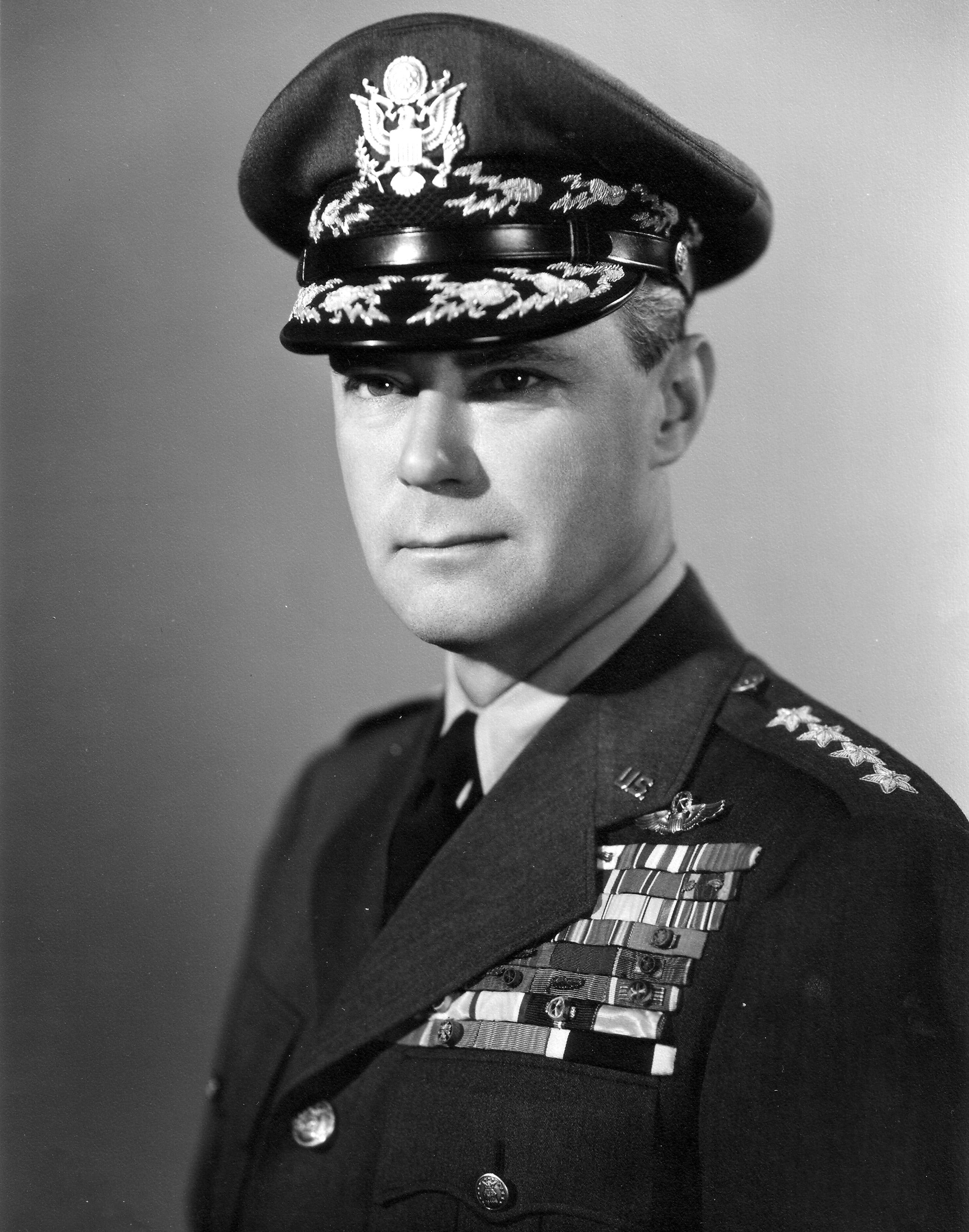
Hoyt S. Vandenberg

Im April 1947 kehrte er zur Army Air Force zurück und wurde nach der Gründung der United States Air Force am 26. Juni 1947 ihr erster stellvertretender Befehlshaber und Chef des Luftstabes. Am 1. Oktober 1947 wurde er zum General und Stellvertretenden Chief of Staff of the Air Force ernannt und am 30. April 1948, kurz vor der sowjetischen Blockade Berlins, folgte er General Carl Spaatz als CSAF nach. In dieser Funktion stand er als Mitglied der Joint Chiefs of Staff gemeinsam mit J. Lawton Collins für die US Army, Forrest P. Sherman für die US Navy und Omar N. Bradley als Vorsitzenden, an der Spitze der US-Streitkräfte.
Obwohl eine zweite Amtszeit in Friedenszeiten nicht üblich war, bestätigte der Senat 1952 Präsident Trumans Nominierung für weitere 14 Monate bis zum 30. Juni 1953. Zum einen wollte Truman Vandenberg damit ermöglichen, mit vollendeten 30 Dienstjahren in den Ruhestand zu gehen, und zum anderen konnte so die Entscheidung für einen Nachfolger – Staatssekretär der US Air Force Finletter befürwortete den Chef des Strategic Air Command, Curtis LeMay, fand aber keine Zustimmung – hinausgeschoben werden.

### Krankheit und Tod
Schon lange schwer krank, ging Vandenberg am 30. Juni 1953 – einen Monat vor Unterzeichnung des Waffenstillstandsabkommens mit Nordkorea – in den Ruhestand und starb im April des folgenden Jahres im Walter Reed Military Hospital an Krebs. Er wurde am 5. April 1954 auf dem Nationalfriedhof Arlington beigesetzt.

## Familie
Vandenberg war seit 1923 mit Gladys Merritt Rose verheiratet, die er während seiner Zeit in West Point kennengelernt hatte. Aus der Ehe gingen zwei Kinder hervor: eine Tochter, Gloria, und ein Sohn, Hoyt S. Vandenberg II, der ebenfalls Pilot und Luftwaffenoffizier wurde und 1981 als Major General in den Ruhestand ging.
Gladys Vandenberg, die nach ihrem Tod 1978 neben ihrem Mann beigesetzt wurde, gründete 1948 die Ladies of Arlington, eine Gruppe von Ehefrauen oder Witwen von Offizieren, die in Vertretung der Stabschefs von Armee, Luftwaffe und Marine an jedem Begräbnis auf dem Nationalfriedhof teilnehmen.

## Rezeption
- Am 4. Oktober 1958 wurde der Luftwaffenstützpunkt Cooke Air Force Base in Lompoc, Kalifornien, in Vandenberg Air Force Base umbenannt. Vandenberg AFB ist die größte und bedeutendste Luft- und Raumfahrtbasis an der Pazifikküste und neben Cape Canaveral der zweite Raketenstartplatz der USA. Hier werden Raketen getestet und militärische Satelliten in die Erdumlaufbahn transportiert.

- 1961 wurde der ehemalige 13.000-Tonnen-Transporter General Harry Taylor (AP-145) von 1943 als General Hoyt S. Vandenberg (T-AGM-10) erneut in Dienst gestellt. Er wurde 1996 außer Dienst gestellt und ist am 27. Mai 2009 als zweitgrößtes künstliches Riff der Welt vor der Küste Floridas versenkt worden.

- Die amerikanische Air Force Association vergibt seit 1948 jährlich den Hoyt S. Vandenberg Award für den „herausragendsten Beitrag auf dem Gebiet der Raumfahrt-Ausbildung“.

## Auszeichnungen
Auswahl der Dekorationen, sortiert in Anlehnung der Order of Precedence of the Military Awards:
- Army Distinguished Service Medal (2 ×)
- Silver Star
- Legion of Merit
- Distinguished Flying Cross
- Bronze Star
- Air Medal (5 ×)
- Großkreuz des ägyptischen Nil-Ordens
- Großoffizier des belgischen Leopoldsorden mit Palme
- Großoffizier des brasilianischen Ordens vom Kreuz des Südens
- Croix de guerre mit Palme
- Order of the Bath
- Großkreuz des Militär- und Zivildienst-Orden Adolphs von Nassau
- Kriegskreuz von Luxemburg
- Großkreuz des Ordens von Oranien-Nassau
- Kommandeurskreuz mit Stern des Ordens der Wiedergeburt Polens
- Großkreuz des Ritterordens von Avis

## Verweise